# Artač
Artač  je priimek v Sloveniji, ki ga je po podatkih Statističnega urada Republike Slovenije na dan 1. januarja 2010 uporabljalo 160 oseb in je med vsemi priimki po pogostosti uporabe uvrščen na 2.784. mesto.

## Znani nosilci priimka
- Aljaž Artač, judoist
- Franc Artač, partizanski poveljnik
- Gašper Artač, elektroenergetik
- Hanzi Artač (*1951), glasbenik, skladatelj
- Ivan Artač (1921 - 2005), učitelj, pisatelj, dramatik, zgodovinar
- Majda Artač Sturman (*1953), profesorica, pesnica, pisateljica
- Tilen Artač (*1985), violončelist, imitator, satirik, TV voditelj
- Sonja Artač, biologinja, vodja raziskovalne enote Gimnazije Vič